# Gewerkschaftlicher Linksblock
Der Gewerkschaftliche Linksblock im ÖGB (GLB) ist eine anerkannte Fraktion im überparteilichen Österreichischen Gewerkschaftsbund. Der Verein wurde 1952 durch Gottlieb Fiala (KPÖ) als Nachfolger der damaligen kommunistischen Fraktion im ÖGB gegründet.

## Selbstverständnis
Im Gegensatz zu den Parteifraktionen der Parlamentsparteien versteht sich der GLB als eine für alle an einer kämpferischen Gewerkschaftspolitik interessierten Menschen unabhängig ihrer Parteizugehörigkeit offene Fraktion.
Der GLB sieht sich ausschließlich den Interessen der Lohnabhängigen verpflichtet und lehnt daher jede Unterordnung unter Kapitalinteressen und Regierungspolitik ab. Er kritisiert die von der ÖGB-Führung weiterhin verfolgte Politik der Sozialpartnerschaft ebenso wie eine Einordnung unter die Standortinteressen des Kapitals und die Politik der Sachzwänge.
Der GLB vertritt ein breites Verständnis der Arbeiterklasse als alle direkt oder indirekt Lohnabhängigen. Er ist bestrebt, der zunehmenden Entwicklung vom normalen Arbeitsverhältnis hin zur prekären Beschäftigung Rechnung zu tragen. Maßstab der Gewerkschaftspolitik sollen nach Meinung des GLB daher alle Formen von Erwerbsarbeit sein. Der Kampf für die Gleichstellung der Frauen und von Migranten ist für den GLB keine Frage einer fernen Zukunft, sondern eine ständig aktuelle Aufgabe.

## Inhaltliche Schwerpunkte
Der GLB sieht als Schwerpunkte seiner gewerkschaftlichen Arbeit:
- Die Erweiterung der Umverteilung des gesellschaftlichen Reichtums durch eine entsprechende Steuerpolitik und weiteren Ausbau des Sozialstaates.
- Eine aktive Lohnpolitik zur Hebung der Massenkaufkraft.
- Ablehnung der Privatisierung öffentlichen Eigentums.
- Die Verkürzung der Arbeitszeit mit vollem Lohnausgleich.
- Gleiche Bildungschancen für alle.
- Die Gleichstellung von Frauen sowie Migranten.
- Ein allgemeines öffentliches Gesundheitswesen.
- Eine gesicherte Pensionsvorsorge für alle.
- Die Aufrechterhaltung „normaler“ Arbeitsverhältnis anstelle von prekären Beschäftigung.

## Aufbau und Organisation
Der österreichweit tätige Verein „Gewerkschaftlicher Linksblock im ÖGB und in der AK“ gliedert sich in Landesgruppen sowie in Gruppen in Betrieben oder Regionen. Weiters bestehen GLB-Mitgliedsvereine in einzelnen Fachgewerkschaften, derzeit in der GPA-DJP, PRO-GE und Vida. Möglich ist auch die Bildung von Strukturen für Frauen, Pensionisten, Jugend und Migranten.
Oberstes Organ des GLB ist laut Statut die Bundeskonferenz. Diese wählt einen Bundesvorstand, als Leitungsorgan und einen erweiterten Bundesvorstand für die politische Schwerpunktsetzung des GLB, sowie eine Bundeskontrolle.
Vorsitzende des GLB waren zunächst Gottlieb Fiala, ab 1962 Otto Horn, ab 1970 Anton Hofer, ab 1989 Manfred Groß, ab 2005 Karin Antlanger, ab 2010 Josef Stingl und seit Oktober 2020 Georg Erkinger.
Der GLB gibt die 1947 gegründete Zeitschrift „Die Arbeit“ heraus und bietet auf seiner Website ein umfassendes Informationsangebot.

## Geschichte
Am 13. April 1945 wurde der einheitliche, überparteiliche ÖGB gegründet. Zu den Gründungsmitgliedern gehörte neben Johann Böhm (SPÖ), Lois Weinberger (ÖVP) auch Gottlieb Fiala (KPÖ).
Nachdem bereits im Sommer 1945 die Zusammenfassung der Sozialisten im ÖGB zu besonderen sozialistischen Fraktionen erfolgte und die SPÖ versuchte, das Wahlergebnis der Nationalratswahl vom 25. November 1945 proporzmäßig auf die Besetzung der ÖGB-Gremien zu übertragen, verstärkten auch die kommunistischen Gewerkschafter ihre Organisierung. 1947 erschien die erste Ausgabe der Zeitschrift „Die Arbeit“.
Mit der zunehmenden kapitalistischen Restauration häuften sich auch die Proteste: Eine Betriebsrätekonferenz der Alpine Montan protestierte gegen das vom Parlament beschlossene Betriebsrätegesetz. 20.000 Teilnehmer demonstrierten am 5. Mai 1947 vor dem Bundeskanzleramt gegen Teuerung und Versorgungsmängel, in 114 Wiener Betrieben wurde wegen der schlechten Ernährungslage im Mai 1945 gestreikt.
1950 legte ÖGB-Vizepräsident Gottlieb Fiala ein Sofortprogramm „Zur Sicherung der Vollbeschäftigung“ vor und warnte vor einem neuen Lohn- und Preispakt. Nach Bekanntgabe des 4. Lohn- und Preispakts am 23. September 1950 kam es zu spontanen Arbeitsniederlegungen und Protestaktionen ausgehend von den Steyr-Werken und der Voest in der US-Besatzungszone, womit die Oktoberstreiks mit rund 500.000 Teilnehmern ausgelöst wurde. Eine gesamtösterreichische Betriebsrätekonferenz mit 2.417 Teilnehmern in Wien-Floridsdorf unterbrach allerdings die Dynamik der Streikbewegung, so dass das Präsidium dieser Konferenz am 5. Oktober den Abbruch des Streiks beschloss. In der Folge kam es zur Entlassung bzw. Kündigung von über 4.000 linken Gewerkschaftern und zahlreiche Ausschlüsse aus dem ÖGB als Folge des Oktoberstreiks.
1952 erfolgte die Gründung der Fraktion der Gewerkschaftlichen Einheit (GE) anstelle der bisherigen kommunistischen Fraktion im ÖGB. Nach dem Abschluss des Staatsvertrages am 15. Mai 1955 kam es auf Initiative der GE zu Streikversammlungen und Demonstrationen in den bis dahin sowjetisch verwalteten Erdölbetrieben gegen deren Auslieferung an westliche Ölkonzerne. Der Kollektivvertrag für die Erdölindustrie wurde jahrzehntelang sozialpolitischer Vorreiter.
Mit einem Memorandum nahm die GE 1957 zur Situation in der österreichischen Elektroindustrie Stellung, eine Betriebsrätekonferenz der GE forderte 1958 die Senkung der Wochenarbeitszeit auf 45 Stunden. In den Jahren 1966 und 1967 spielte die GE im Kampf gegen die Schließung der Rax-Werke eine wichtige Rolle, bei der es zu Betriebsbesetzung und Solidaritätsstreiks kam.
1970 lehnte die GE die Aufnahme der politisch weit rechts stehenden FPÖ in den ÖGB-Bundesvorstand ab. 1972 sammelte der GLB gemeinsam mit anderen Organisationen 90.000 Unterschriften für eine soziale Steuerreform und war maßgeblich an Protestdemonstrationen von Beschäftigten der ÖBB und der Stickstoffwerke gegen die wachsende Teuerung zur Arbeiterkammer in Linz beteiligt. Ein 17 Tage dauernder Streik der Arbeiter bei Böhler Ybbstal um mehr Lohn und Demokratie, bei dem der GLB eine maßgebliche Rolle spielte, wurde zu einer Nagelprobe für den ÖGB.
1974 beschloss eine außerordentliche Bundeskonferenz der GE als Folge einer bereits seit mehreren Jahren dauernden Auseinandersetzung im Gefolge einer Parteikrise der KPÖ, in deren Zusammenhang sich einige Proponenten vereinsrechtlich den Namen GE angeeignet hatten, eine Namensänderung auf Gewerkschaftlicher Linksblock (GLB). Die bisherige GE agierte in der Folge als linke parteiunabhängige Fraktion, die später in der Fraktion Unabhängiger GewerkschafterInnen (UG) aufging.
1976 fand eine österreichische Fahrzeugkonferenz des GLB statt. Mit einer Demonstration in Wien wurden 1977 von einem Komitee von GLB und anderen Organisationen 100.000 Unterschriften für soziale Steuerreform übergeben.
Die 7. Bundeskonferenz des GLB beschloss 1979 das Grundsatzprogramm „Österreich an der Schwelle der achtziger Jahre“ und „Grundsätze für eine aktive Lohnpolitik“. Voll unterstützt wurden vom GLB 1986 die Demonstration von 40.000 Menschen in Linz und 15.000 Menschen in Leoben für den Erhalt der Verstaatlichten und Gemeinwirtschaft, im selben Jahr sammelte der GLB 50.000 Unterschriften für soziale Steuerreform. 1986 sammelte der GLB 50.000 Unterschriften für soziale Steuerreform.
1987 war der GLB Mitveranstalter einer Demonstration mit 40.000 Teilnehmern gegen Arbeitslosigkeit, Sozialabbau und Bildungsstopp. Die 9. Bundeskonferenz des GLB beschloss das Grundsatzprogramm „Für kämpferische Gewerkschaften – Mit dem GLB in die 90er Jahre“.
Der GLB gehört zu den Euroskeptikern. Bei der Volksabstimmung über den EU-Beitritt im Jahre 1994 gehörte der ÖGB zu den massivsten Befürwortern, während der GLB gegen den Beitritt Stellung nahm.
2003 richtete sich die größte Protest- und Streikbewegung seit Jahrzehnten mit einer Demonstration von mehr als 100.000 in Wien und einem Streiktag mit über einer Million Teilnehmern gegen die Pensionsreform der Regierung. Der GLB thematisierte dabei die Einhebung einer Wertschöpfungsabgabe zur Pensionsfinanzierung
Im September 2014 präsentierte der GLB sein Steuerkonzept „Sozialsteuer. Löhne entlasten. Reichtum besteuern“.
Im Frühjahr 2015 verlangte der GLB vom ÖGB, dass das ÖGB Gründungsmitglied Gottlieb Fiala und mit ihm im Jahr 1950 ausgeschlossene Kolleginnen und Kollegen anlässlich der 70-Jahr-Feiern rehabilitiert. Darauf wurde eine vierköpfige Historikerkommission (mit Peter Autengruber, Hans Hautmann, Manfred Mugrauer und Brigitte Pellar) beauftragt, die Geschehnisse des Jahres 1950 zu untersuchen. Aufgrund ihres Berichts fasste der ÖGB-Bundesvorstand folgenden Beschluss: "Da die Behauptungen, es habe sich bei den Oktoberstreiks 1950 um einen kommunistischen Putschversuch gehandelt, nach heutigen historischen Erkenntnissen widerlegt ist, sind alle gewerkschaftlichen Bildungsunterlagen, soweit das noch nicht erfolgt ist, dementsprechend anzupassen. Darüber hinaus wird festgehalten, dass die damals in Folge der Streiks ausgeschlossenen Gewerkschaftsmitglieder, allen voran das ÖGB-Gründungsmitglied Gottlieb Fiala, nach heutigem Wissensstand nicht auszuschließen gewesen wären.
Im März 2019 erschien das GLB-Programm „Mit 13 Punkten zu einem besseren Leben!“

## Wahlen
Bei den Wahlen zur Arbeiterkammer haben der Gewerkschaftliche Linksblock bzw. seine Vorläufer durchgehend bei allen seit 1949 stattgefundenen Wahlen kandidiert, wenngleich nicht immer in allen Bundesländern.
Seit 2014 kandidiert der GLB in der Steiermark unter dem Listennamen „Gewerkschaftlicher Linksblock - KPÖ“ mit dem Kürzel „GLB-KPÖ“ und 2019 kandidierte der GLB in Tirol in einer Listenkooperation als Gewerkschaftliche Linke.
2024 erzielte der GLB bei der AK-Wahl sein mandatsmäßig bestes Ergebnis seit 1969. Stimmenmäßig immerhin das Beste seit 1979.
| Jahr | Stimmen | Prozent | Mandate |
| ---- | ------- | ------- | ------- |
| 1949 | 87.756  | 9,69    | 56      |
| 1954 | 94.045  | 9,90    | 58      |
| 1959 | 64.237  | 6,58    | 40      |
| 1964 | 69.949  | 6,65    | 37      |
| 1969 | 26.360  | 2,54    | 11      |
| 1974 | 29.299  | 2,38    | 10      |
| 1979 | 13.898  | 1,16    | 4       |
| 1984 | 17.281  | 1,36    | 5       |
| 1989 | 16.555  | 1,71    | 4       |
| 1994 | 8.888   | 1,13    | 1       |
| 2000 | 9.031   | 0,78    | 2       |
| 2004 | 9.245   | 0,78    | 2       |
| 2009 | 9.972   | 0,87    | 3       |
| 2014 | 14.750  | 1,35    | 8       |
| 2019 | 17.644  | 1,51    | 9       |
| 2024 | 21.269  | 1,90    | 12      |